# Beverley Naidoo
Beverley Naidoo (* 21. Mai 1943 in Johannesburg) ist eine Schriftstellerin.
Für ihr Jugendbuch Die andere Wahrheit wurde sie u. a. 2003 mit dem japanischen Sankei Children's Book Award und dem Jane Addams Book Award ausgezeichnet. 2006 erschien in England und den USA die Fortsetzung Web of Lies. Naidoo wurde für den Hans Christian Andersen Award by the South African branch of the International Board on Books for Young People 2008 nominiert.

## Leben
Am 21. Mai 1943 wurde Beverley Naidoo in Johannesburg (Südafrika) geboren. 1963 graduierte sie von der Universität in Witwatersrand. 1964 war sie für acht Wochen in Einzelhaft, weil sie eine Gegnerin des Apartheid-Regimes war und aktiv im Widerstand mitwirkte. 1965 wurde sie des Landes verwiesen. Deshalb beschloss sie nach England auszuwandern, wo sie das Lehramt studierte und später auch Schüler unterrichtete. Sie heiratete einen Exilsüdafrikaner und konnte erst 1991 nach Südafrika zurückkehren, da sie in Südafrika nicht zusammenleben konnten, weil „Mischehen“ während der Apartheid verboten waren.

## Werke (Auswahl)
- Reise nach Johannesburg, Kinderbuchverlag, Berlin, 1988
- Naledi: Ketten des Zorns, Alibaba-Verlag, Frankfurt, 1992
- No turning back, Viking, 1995
- Die andere Wahrheit, Klopp-Verlag, Hamburg, 2002
- Out of Bounds: Seven Stories of Conflict and Hope, HarperCollins Publishers, 2003
- Making It Home: Real-Life Stories from Children Forced to Flee, Puffin Books, 2005
- Web of Lies, Amistad, 2006

- „The Gun“ Lebens Werk, 2018

## Auszeichnungen (Auswahl)
- 1988: Parents' Choice Honor Book for Paperback Literature für Reise nach Johannesburg
- 1989: Smarties Prize for Children's Books für Chain of Fire
- 1991: Vlag en Wimpel Award für Chain of Fire
- 1998: African Studies Association Children's Book Award for Older Readers für No turning back
- 2000: Nestlé Smarties Book Prize Silver Medal für Die andere Wahrheit
- 2000: Carnegie Medal für Die andere Wahrheit
- 2002: Ehrendoktorwürde der Universität Southampton
- 2007: The New York Public Library - Books for the Teen Age 2007 für Web of Lies